# Hoffmann–La Roche
F. Hoffmann–La Roche, Ltd. (Roche) este o companie globală din sectorul farmaceutic, cu sediul în Basel și peste 74.300 de angajați.
Este prezentă și în România, unde a raportat vânzări de aproximativ 520,7 milioane de lei (141,4 milioane de euro) în anul 2008.